# Sportpark Hazelaarweg
Sportpark Hazelaarweg – wielofunkcyjny obiekt sportowy w Rotterdamie, w Holandii. W kompleksie znajduje się stadion do hokeja na trawie, boisko do piłki nożnej i krykieta.
Stadion do hokeja na trawie ma maksymalną pojemność do 10 tys. widzów. Sport park i stadion zostały otwarte w dniu 14 października 2001 roku przez ówczesnego burmistrza Rotterdamu Ivo Opsteltena oraz ówczesną sekretarz stanu w ministerstwie zdrowia, opieki społecznej i sportu Margo Vliegenthart. Pierwszym meczem, który został rozegrany na otwarcie stadionu był mecz męskich reprezentacji hokeja na trawie Holandii i Belgii (4-0 zwycięstwo Holandii).
W listopadzie 2001 stadion był gospodarzem Champions Trophy, a w 2008 roku turniej ponownie zagościł na tym stadionie. W 2005 odbyły się tu mistrzostwa U-22 w hokeju na trawie. W 2008 i 2009 zorganizowano tu finał Euro Hockey League.